# Xylokastro-Evrostina
Xylokastro-Evrostina (tiếng Hy Lạp: ?) là một khu tự quản ở vùng Peloponnesos, Hy Lạp. Khu tự quản Xylokastro-Evrostina có diện tích 412 kilômét vuông, dân số theo điều tra ngày 18 tháng 3 năm 2001 là 18224 người.